# Nanospray deszorpciós elektrospray ionizáció

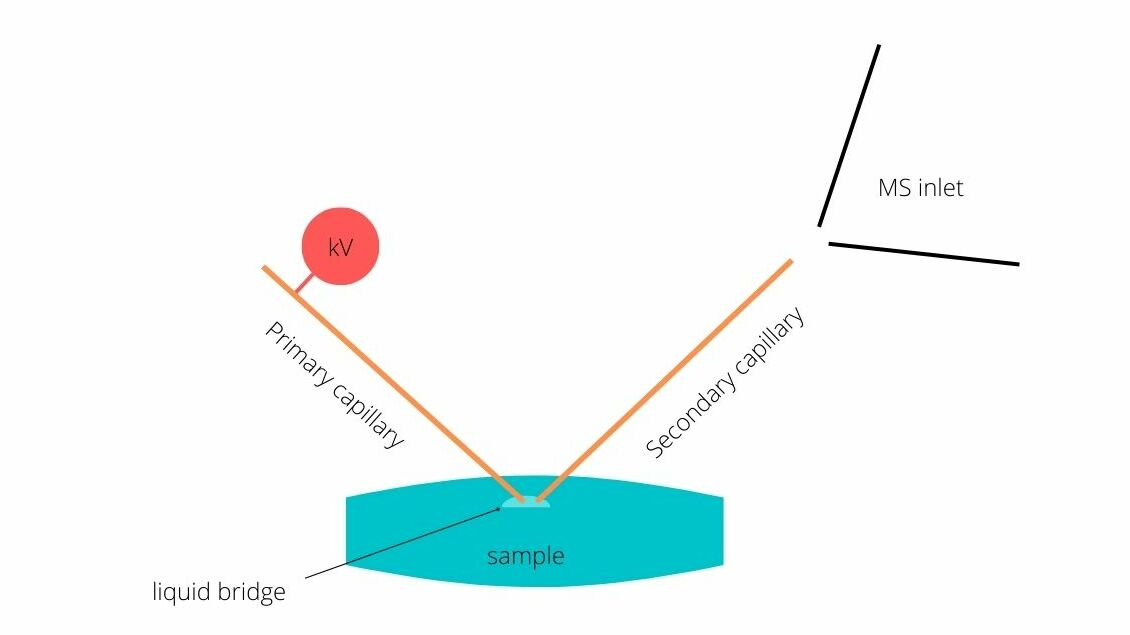
A nanospray deszorpciós elektrospray ionizációs próba tipikus elrendezése

A nanospray deszorpciós elektrospray ionizáció (nano-DESI) egy légköri nyomású ionizációs technika, amelyet a tömegspektrometriában (MS) használnak szerves molekulák kémiai elemzésére. Ebben a technikában két kapilláris között egy keskeny folyadékhidat alakítanak ki, amely az analizálandó molekulákat a mintavételi felületről folyadék extrakcióval az oldószeráramba juttatja. A deszorpciós elektrospray ionizációval (DESI) szemben, amelyből a nano-DESI is származik, a nano-DESI másodlagos kapillárist is használ, ami javítja a mintavételi hatékonyságot.

## Működési elve
A tipikus nano-DESI próba felépítése két ömlesztett szilícium-dioxid kapillárisból áll – az elsődleges kapillárisból, amely oldószert szállítja és folyadékhíd megteremtéséért felel, és másodlagos kapillárisból, amely a folyadék extrakcióval kinyert analitot a tömegspektrométer bemenetéhez szállítja. A tömegspektrométer bemenete és az elsődleges kapilláris közé nagy feszültséget (több kV) kapcsolunk, így önfenntartó nanospray jön létre. A folyadékhidat az oldószer folyamatos áramlása tartja fenn. Az oldószerhíd és a minta közötti érintkezési felület szabályozható az oldószer áramlási sebességének, az alkalmazott kapillárisok átmérőjének, valamint a minta és a nano-DESI próba közötti távolságnak a változtatásával. Ily módon a tömegspektrometriás képalkotó eljárások térbeli felbontása javítható, a tipikus felbontás 100-150 μm között mozog.

## Alkalmazások
A Nano-DESI-t komplex molekulák lokalizált elemzése, valamint szövetmetszetek, mikrobiális társulások és környezeti minták képalkotása során is sikerrel alkalmazták.

## Fordítás
Ez a szócikk részben vagy egészben  a   Nanospray desorption electrospray ionization című angol Wikipédia-szócikk ezen változatának fordításán alapul.  Az eredeti cikk szerkesztőit annak laptörténete sorolja fel. Ez a jelzés csupán a megfogalmazás eredetét és a szerzői jogokat jelzi, nem szolgál a cikkben szereplő információk forrásmegjelöléseként.